# Software-defined storage
Pour les articles homonymes, voir Software-defined et SDS.
Le software-defined storage (SDS), stockage défini par logiciel ou stockage à définition logicielle, est un terme marketing utilisé en informatique pour désigner le stockage de données basé sur des solutions logicielles.
Le stockage défini par logiciel apporte une abstraction entre le logiciel et le matériel au sein d'une solution de stockage. Il s'oppose aux formes de stockage telles que les NAS ou les SAN dont les systèmes intègrent un logiciel de gestion et du matériel dépendant et indissociable.
L'un des intérêts du software-defined storage est de bénéficier d'une architecture de stockage basée sur un ensemble de logiciels, agnostiques des technologies matériels, et qui permettrait d'automatiser le provisionnement de stockage au sein d'un système d'information.